# Камышлы (Азнакаевский район)
 Камышлы — село в Азнакаевском районе Татарстана. Входит в состав Чалпинского сельского поселения.

## География
Находится в юго-восточной части Татарстана на расстоянии приблизительно 21 км на север от районного центра города Азнакаево.

## История
Основано в 1930-х годах.

## Население
Постоянных жителей было: в 1938—331, в 1949—308, в 1958—290, в 1970—303, в 1979—205, в 1989—144, в 2002 году 137 (татары 96 %), в 2010 году 138.